# Geranium sibbaldioides
Geranium sibbaldioides är en näveväxtart som beskrevs av George Bentham. Geranium sibbaldioides ingår i släktet nävor, och familjen näveväxter.

## Underarter
Arten delas in i följande underarter:
- G. s. beckianum
- G. s. elongatum
- G. s. sibbaldioides